# Im Briehl/Schafwiese
Das Naturschutzgebiet  Im Briehl/Schafwiese  liegt im Landkreis Alzey-Worms in Rheinland-Pfalz.

## Lage
Das 24 ha große Gebiet, das im Jahr 1990 unter Naturschutz gestellt wurde, erstreckt sich nördlich der Ortsgemeinde Gau-Odernheim entlang der Selz. Unweit westlich verläuft die Landesstraße L 436, südwestlich die L 414.

## Schutzzweck
Der Schutzzweck ist die Erhaltung und Entwicklung eines ökologisch wertvollen Selzniederungsbereichs mit naturnahem Bachlauf, Reben, Gehölzen, Schilfröhrichten sowie grundfeuchten Sukzessions- und Ackerflächen als Standorte typischer und seltener wildwachsender Pflanzenarten und als Lebens- und Teillebensraum, Rast-, Überwinterungs- und Trittsteinbiotop für typische und seltene, in ihrem Bestand bedrohte Tierarten sowie entsprechender Lebensgemeinschaften im Gesamtverband eines den Einzugsbereich der Selz umfassenden vernetzten Biotopsystems.

## Renaturierung
Zwischen September 2020 und Januar 2021 fand eine Renaturierung der Selz zwischen Gau-Odernheim und Bechtolsheim statt. Die Maßnahme wurde durch den Selzverband der aus den beiden Landkreisen (Alzey-Worms und Mainz-Bingen) besteht beauftragt. Das Projekt für die rund 1,7 km umbaute Flussstrecke betrug über 700.000 Euro, welche durch das rheinland-pfälzische Umweltministerium sowie der „Aktion Blau Plus - Gewässerentwicklung in Rheinland-Pfalz“ zu 90 Prozent gefördert wurde. Die Renaturierung ist Teil des Programms EU-Wasserrahmenrichtlinie.
Der alte relativ gerade Verlauf der Selz wurde auf einer Fläche von 18 Hektar durch mehrere Schleifen der nun das gesamte unter Schutz stehende Gebiet durchfließt und zwei Feucht- und Stillwasserbiotope sowie ein Stillwasserbiotop mit Insel bilden (Konzept zur naturnahen Entwicklung von Fließgewässern). Durch den gewundenen, naturnahen neuen Verlauf kann nun im Hochwasserfall mehr Wasser als sonst aufgenommen werden. Auf einer nahegelegenen Anhöhe zum Petersberg soll eine Aussichtsebene entstehen.

## Nutzung
Neben der dafür vorgesehenen Nutzung wurde die Fläche erstmals am Johannistag-Wochenende am 25. Juni 2023 von den evangelischen Kirchengemeinden von Bechtolsheim (mit Biebelnheim, Ensheim und Spiesheim), Gau-Odernheim (mit Gau-Köngernheim) und Framersheim (mit Gau-Heppenheim) ein Tauffest mit Taufen und Tauferinnungen gefeiert.